# Стейнлен, Теофиль Александр
Теофиль Александр Стейнлен (фр. Théophile-Alexandre Steinlen; 10 ноября 1859 года, Лозанна — 14 декабря 1923 года, Париж) — французский живописец, рисовальщик и литограф плакатов и афиш, скульптор, художник-иллюстратор швейцарского происхождения реалистического направления, публицист, социалист, «летописец жизни парижского пролетариата».

## Биография
Теофиль Александр Стейнлен — сын Самуэля Стейнлена, служащего почтового отделения Лозанны (Швейцария), родился 10 ноября 1859 года. Его дед — учитель рисования и живописец Кристиан Готлиб (Теофил) Стейнлен (1779—1847). Семья Стейнлен, родом из Германии, была принята в 1832 году в ряды буржуазии Веве (город на западе Швейцарии, во франкоязычном кантоне Во). Теофиль Александр Стейнлен в течение двух лет изучал теологию в Лозаннском университете, затем, в 1879 году, обратился к искусству после обучения техническому рисунку в Мюлузе. В 1881 году со своей женой Эмили поселился в Париже, где работал техником-чертёжником.
С 1883 года Стейнлен жил на холме Монмартр и быстро окунулся в богемную среду этого района Парижа. Там он вскоре познакомился с посетителями кабаре «Чёрный кот» («Chat noir»), которым руководил Родольф Салис, подружился с художниками Анри де Тулуз-Лотреком и Адольфом Вилеттом, был знаком с поэтом и шансонье Аристидом Брюаном. Он также часто посещал кафе «У Бубна» (Au Tambourin) на бульваре Клиши, 62.
Стейнлен показал свои первые работы в 1893 году в Салоне Независимых (Salon des indépendants), затем регулярно участвовал в Салоне юмористов (Salon des humoristes).
Противник несправедливости, сострадательный к обездоленным, в которых тогда не было недостатка на Монмартре, он стал изображать сцены с улиц, фабрик, рудников, несчастных всех мастей, нищих, бедствующих рабочих, оборванных детей и проституток. Эти персонажи кажутся чаще раздавленными своим печальным положением, чем возмущёнными. Он полюбил чёрных котов, которых рисовал, не уставая, во всех образах: игривых, спящих или злых. Он также изображал обнажённые женские фигуры.

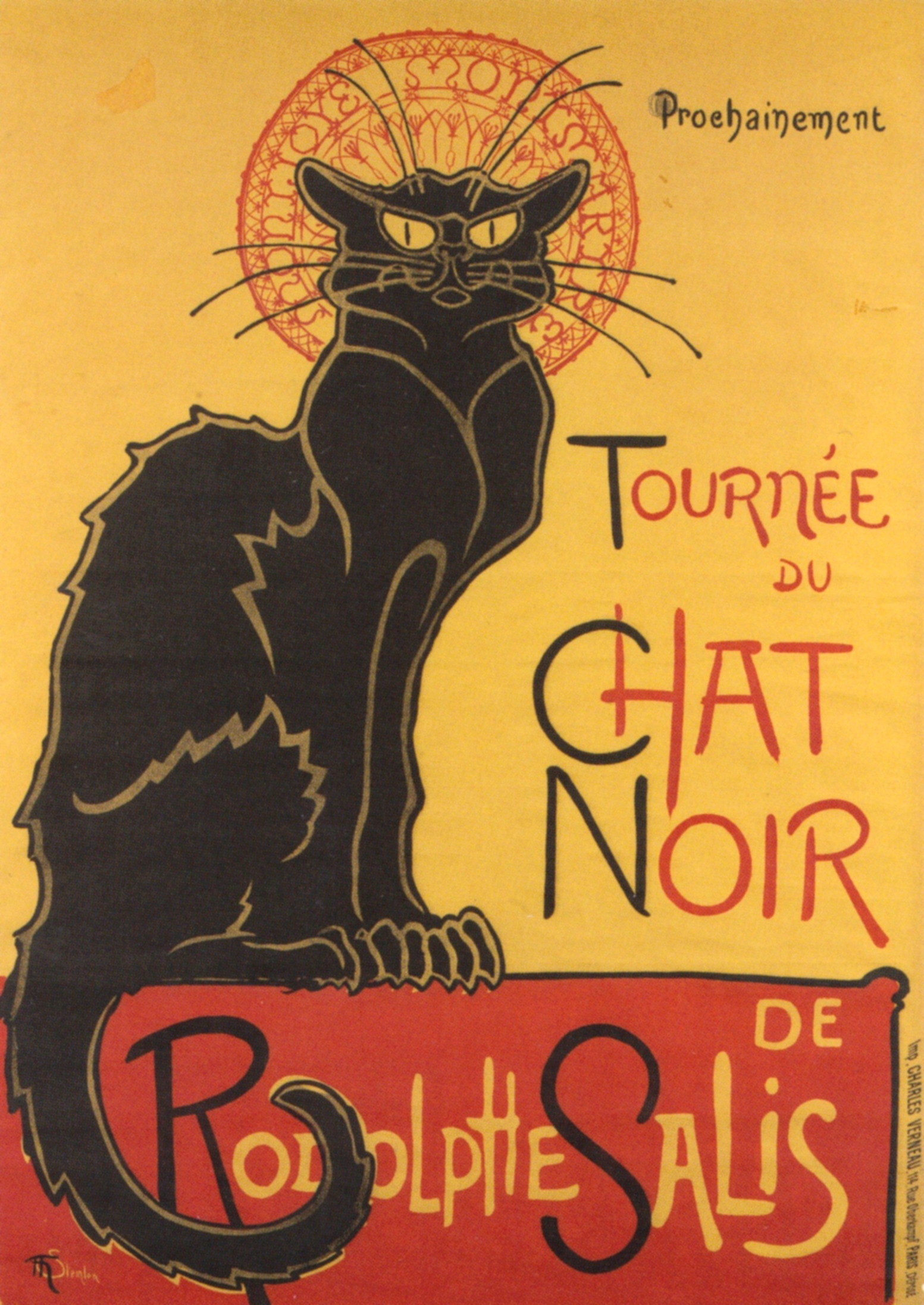
«Чёрный кот». Плакат одноимённого кабаре на Монмартре в Париже

Апофеоз кошек. 1885

Чтобы отображать повседневную уличную жизнь, Стейнлен предпочитал живописи маслом рисунок пастелью и углем. Реалистичность его рисунков вдохновляла Жана Песке и Пабло Пикассо. Он также создавал рисунки, офорты и цветные литографии, которыми он иллюстрировал несчастья Бельгии и Сербии в 1914—1918 годах, смешивая политику и поиски собственного художественного стиля. Но в основе его популярности были его красочные и выразительные плакаты, такие как «Chat noir». Стейнлен также занимался скульптурой, продолжая изображать своих любимых котов.
Стейнлен иллюстрировал многие литературные произведения, такие как переработанные в 1903 году «Монологи бедняка» («Soliloques du Pauvre») Жана Риктюса, и сотрудничал в различных юмористических журналах, таких как «Жиль Блас» (Gil Blas illustré), « Масляная тарелка» (L’Assiette au Beurre), «Le Rire» и «Les Hommes» (позднее: Les Humoristes), который он основал в 1911 году вместе с Жаном-Луи Фореном и Шарлем Леандром. Он был другом Альберта Лангена, основателя немецкого сатирического журнала «Симплициссимус», издателя-активиста, который был быстро осужден имперской властью.
В 1897 году Теофиль Стейнлен стал главным иллюстратором альманаха «La Feuille de Zo d’Axa», он вмешался в дело Дрейфуса, разоблачая военные махинации и ложь генерального штаба.
Он также оказывал поддержку гравюрами и литографиями благотворительным лотереям, иллюстрировал книги и брошюры, связанные с анархистским движением, а также помогал изданиям «Война и милитаризм» Жана Грава (1909), «Государство, его историческая роль» Кропоткина, «Социальный вопрос» Себастьяна Фора и даже «Эволюция и революция» Элизе Реклю. Между 1901 и 1912 годами он писал в «Assiette au Beurre», где осуждал социальное неравенство и подтверждал свои стремления и либерализму.
В 1902 году Стейнлен выступал за создание «Союза живописцев и рисовальщиков», в июле 1905 года произнёс пламенную речь на Всеобщей конфедерации труда. В 1904 году он вступил в «Общество рисовальщиков и юмористов» (Société des dessinateurs et humoristes), в 1911 году он был избран одним из почётных президентов общества. В 1905 году он вместе с Шарлем Андлером, Северином и Октавом Мирбо вступил в «Общество друзей русского народа и аннексированных народов» (Société des amis du peuple russe et des peuples annexés), президентом которого был Анатоль Франс. В 1907 году он входил в состав комитета, созданного для установки памятника Луизе Мишель. Он также подписывал различные петиции против войны. Теофилю Александру Стейнлену было пятьдесят пять лет, когда разразилась Первая мировая война. Он был слишком стар для мобилизации, но, тем не менее, по личной инициативе дважды отправлялся на фронт в мае и июле 1915 года. Его рисунки, сделанные на фронте, отображают повседневную жизнь солдат.
Стейнлен скончался в Париже, похоронен на Кладбище Сен-Венсан на Монмартре.

## Наследие и память

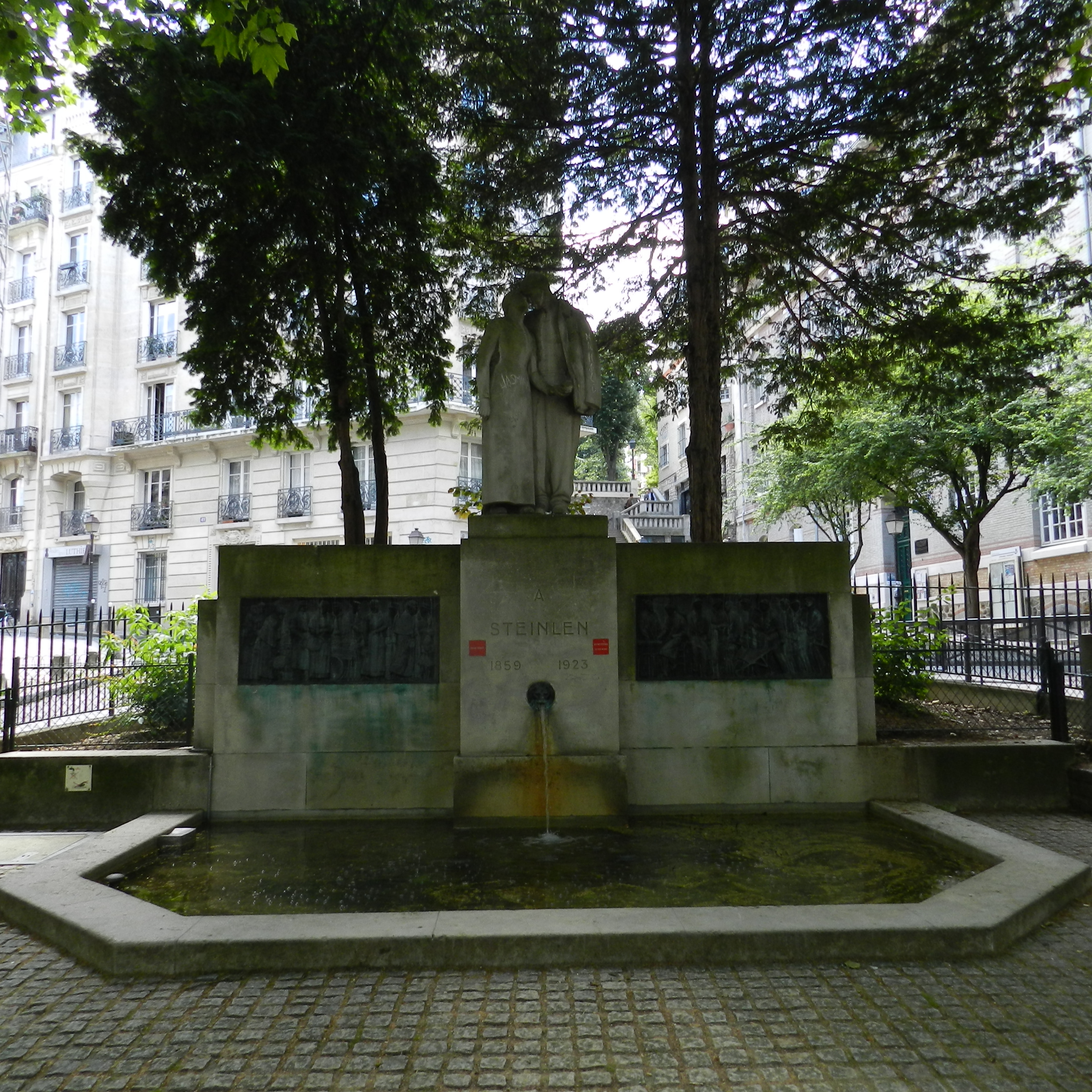
Памятник Стейнлену. 1936. Париж

Теофиль Александр Стейнлен знаменит благодаря своим парижским плакатам, созданным около 1900 года, изображениям сцен из ночной жизни Монмартра и, конечно, его «кошачьим» картинам. Другие грани таланта художника менее известны: его живопись, скульптура и графика посвящённые событиям Первой мировой войны, особенно трагедиям в Сербии и Бельгии. Стейнлен был самоучкой, и тем не менее он стал наследником многих художественных традиций. В его работах чувствуется влияние творчества Делакруа, Домье, Доре и Мане. Популярность произведений Стейнлена в Париже во времена Belle Epoque, сделало художника одной из центральных фигур в европейском искусстве начала XX века. Его работами восхищались многие мастера авангарда, в том числе и Пикассо.
В память о художнике на площади Жоэль-Ле-Так на Монмартре (18-й округ Парижа) установлен памятник из камня и бронзы под названием «Фонтан Стейнлена» работы скульптора Поля Ванье (1935). На вершине памятника изображена целующаяся пара, которая венчает два бронзовых барельефа, изображающих с одной стороны уличную сцену с обычными прохожими, а с другой стороны — простыми рабочими.
Произведения Стейнлена можно найти во многих музеях мира, в том числе в Эрмитаже в Санкт-Петербурге и Национальной галерее искусства в Вашингтоне. Одна из последних обширных выставок работ Т. А. Стейнлена проходила в сентябре 2008 — январе 2009 года в Кантональном музее изящных искусств в Лозанне.

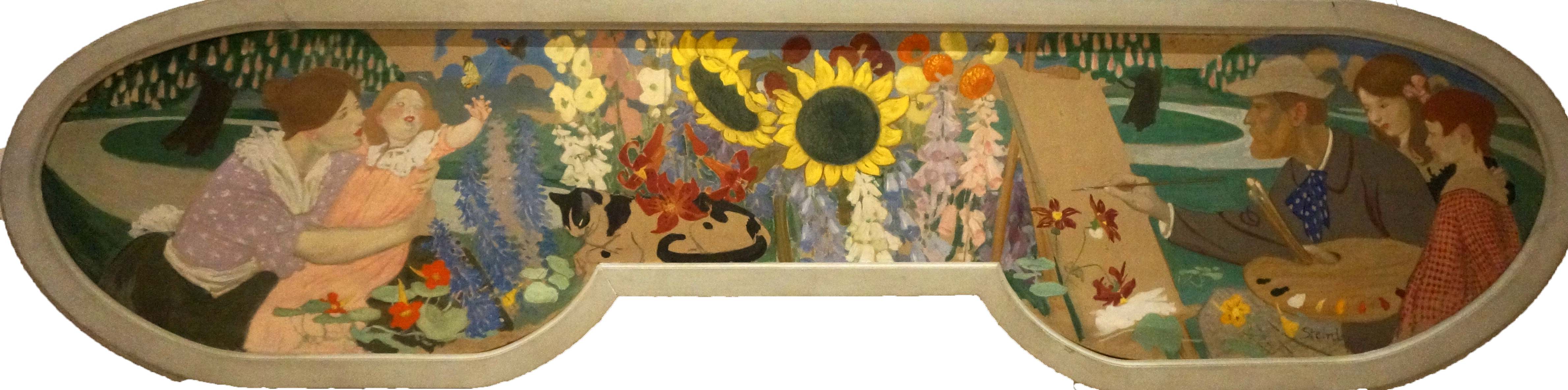
Элементы, формы и цвета
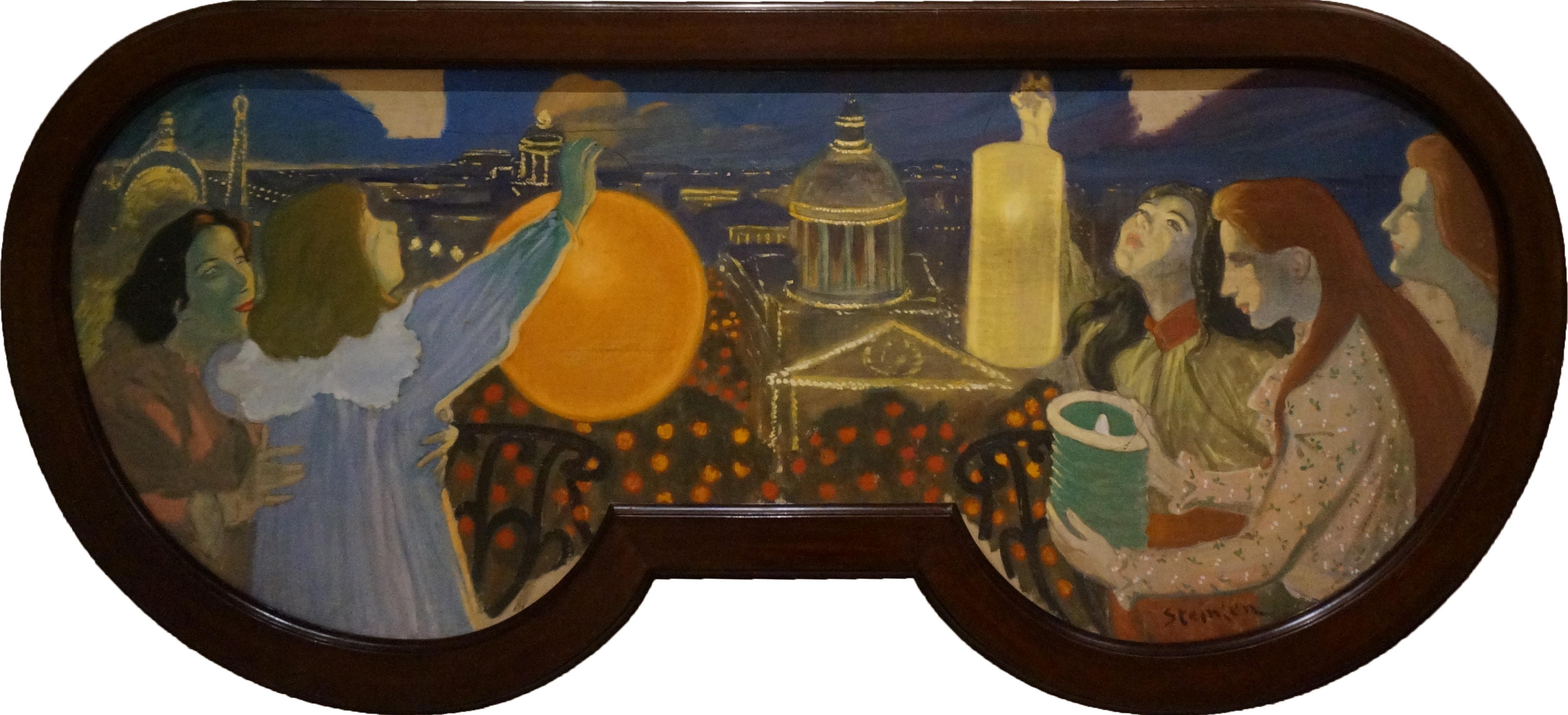
Ночной праздник
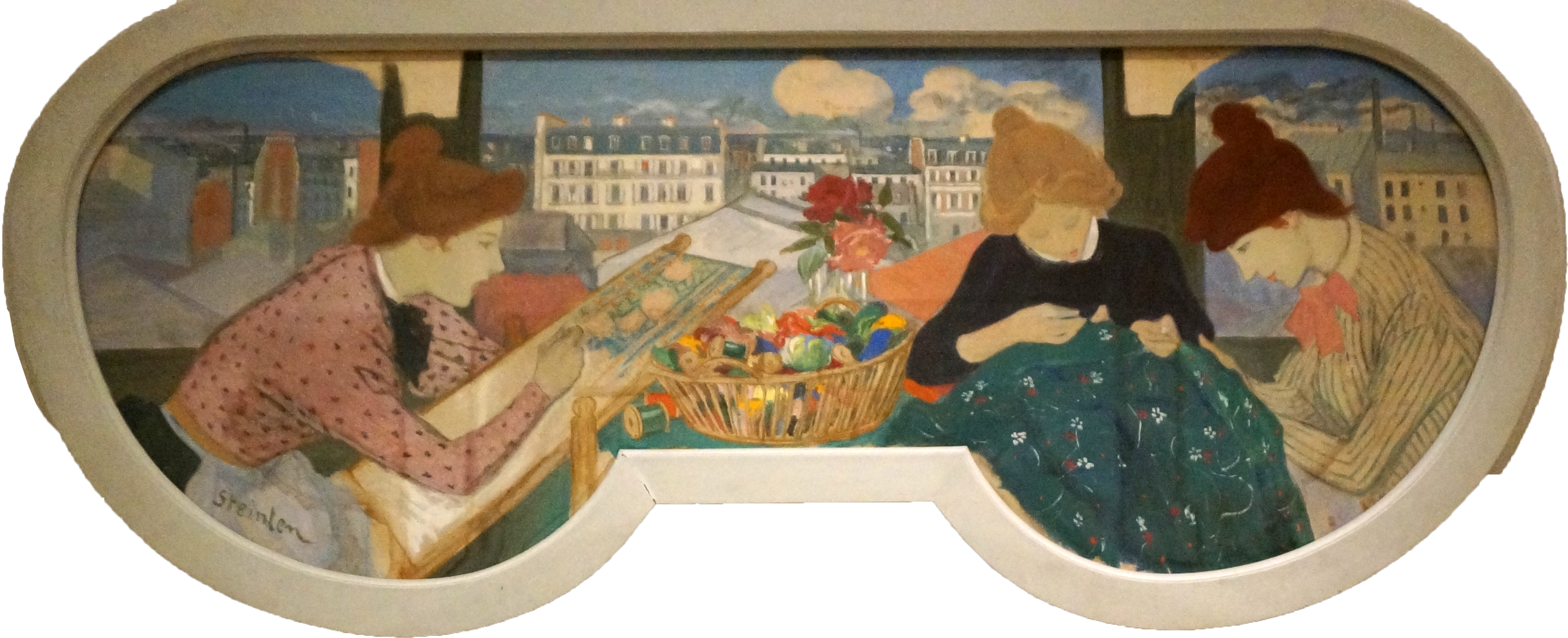
Применение декора. Дерево, масло. Музей декоративных искусств, Париж

## Галерея

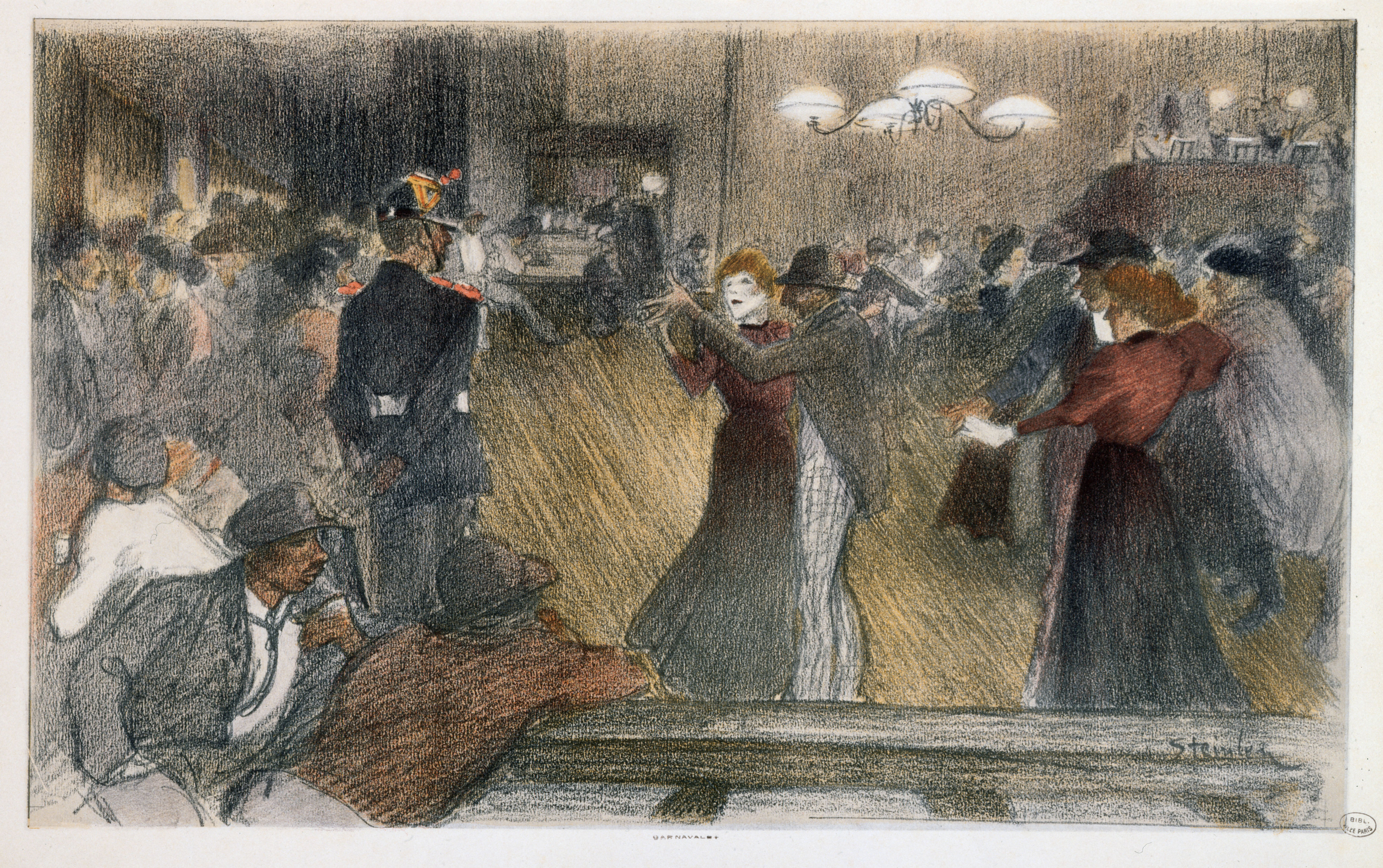
Бал в «Барьере». 1898. Литография
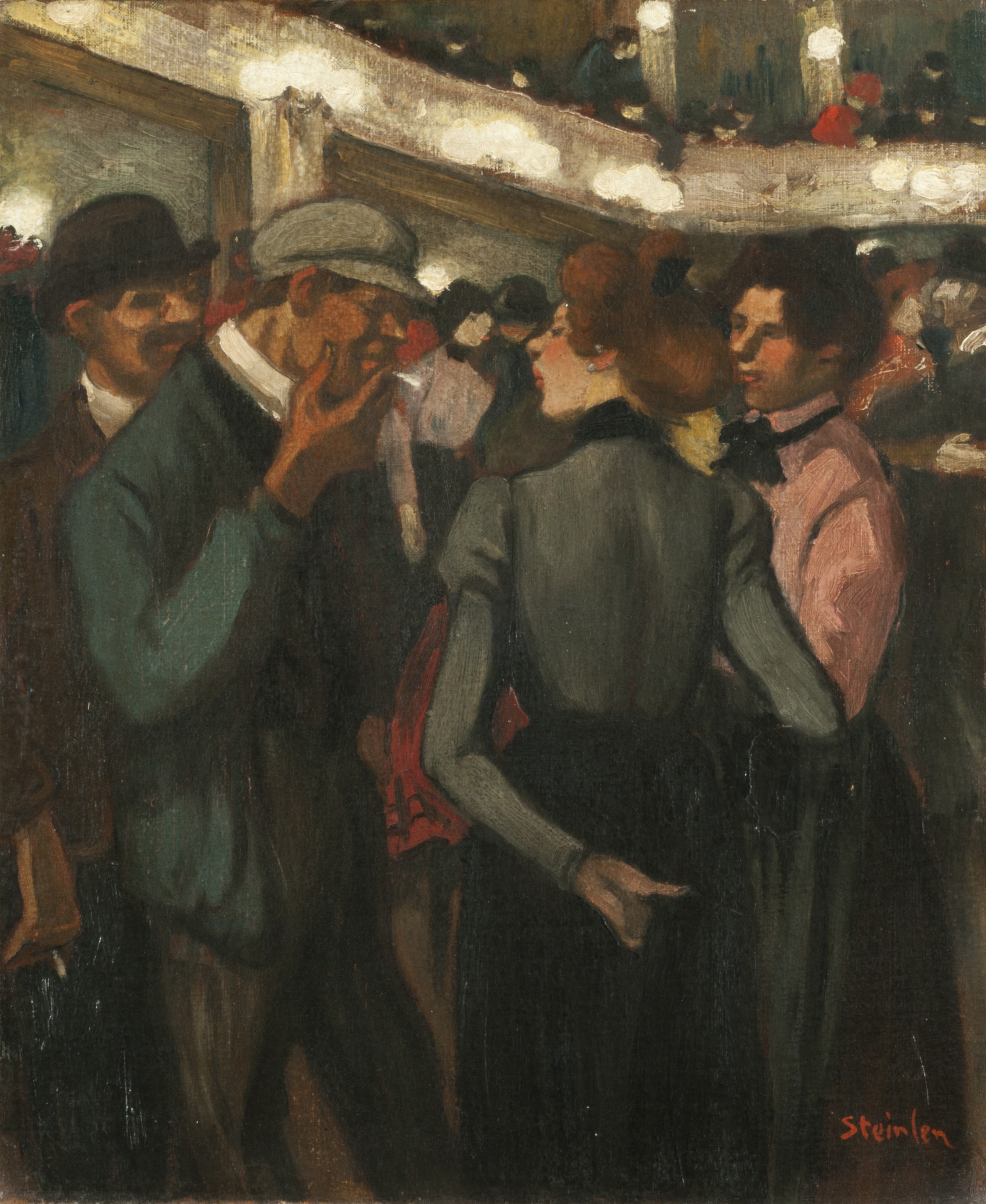
Девушки и сутенёры в Мулен Руж. Ок. 1895. Холст, масло. Национальный музей изящных искусств, Буэнос-Айрес
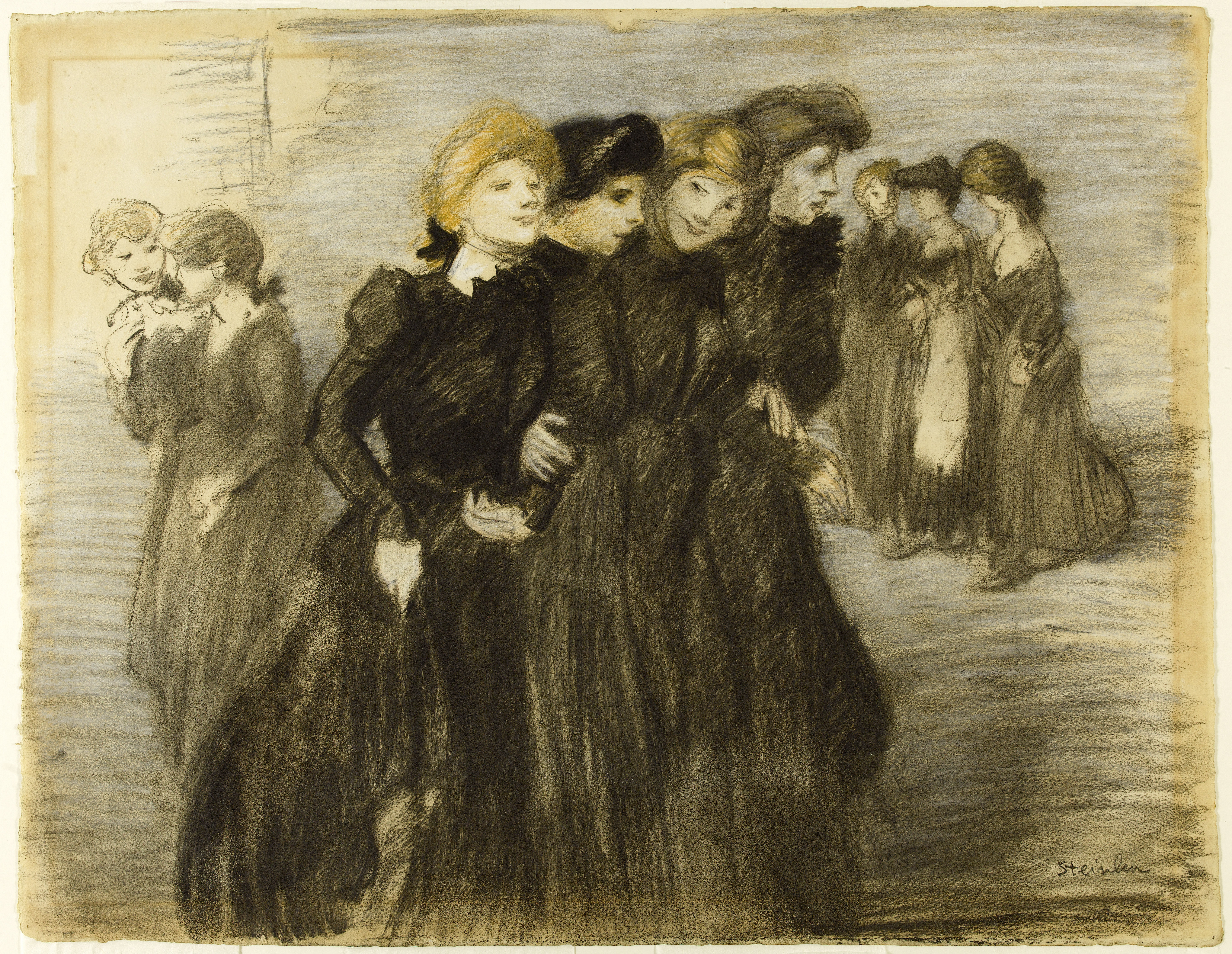
Выход девушек. 1907. Бумага, уголь, пастель
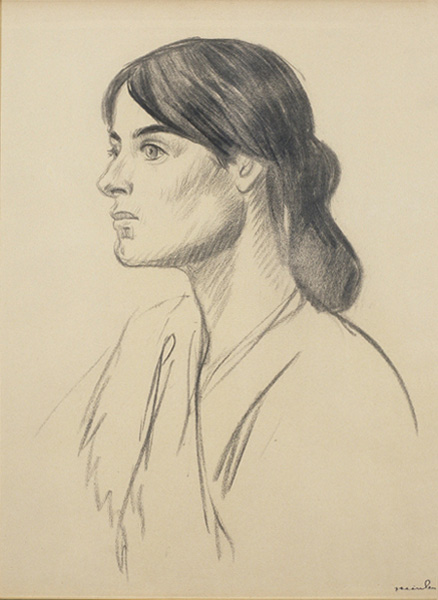
Портрет Сюзанны Валадон. Бумага, карандаш
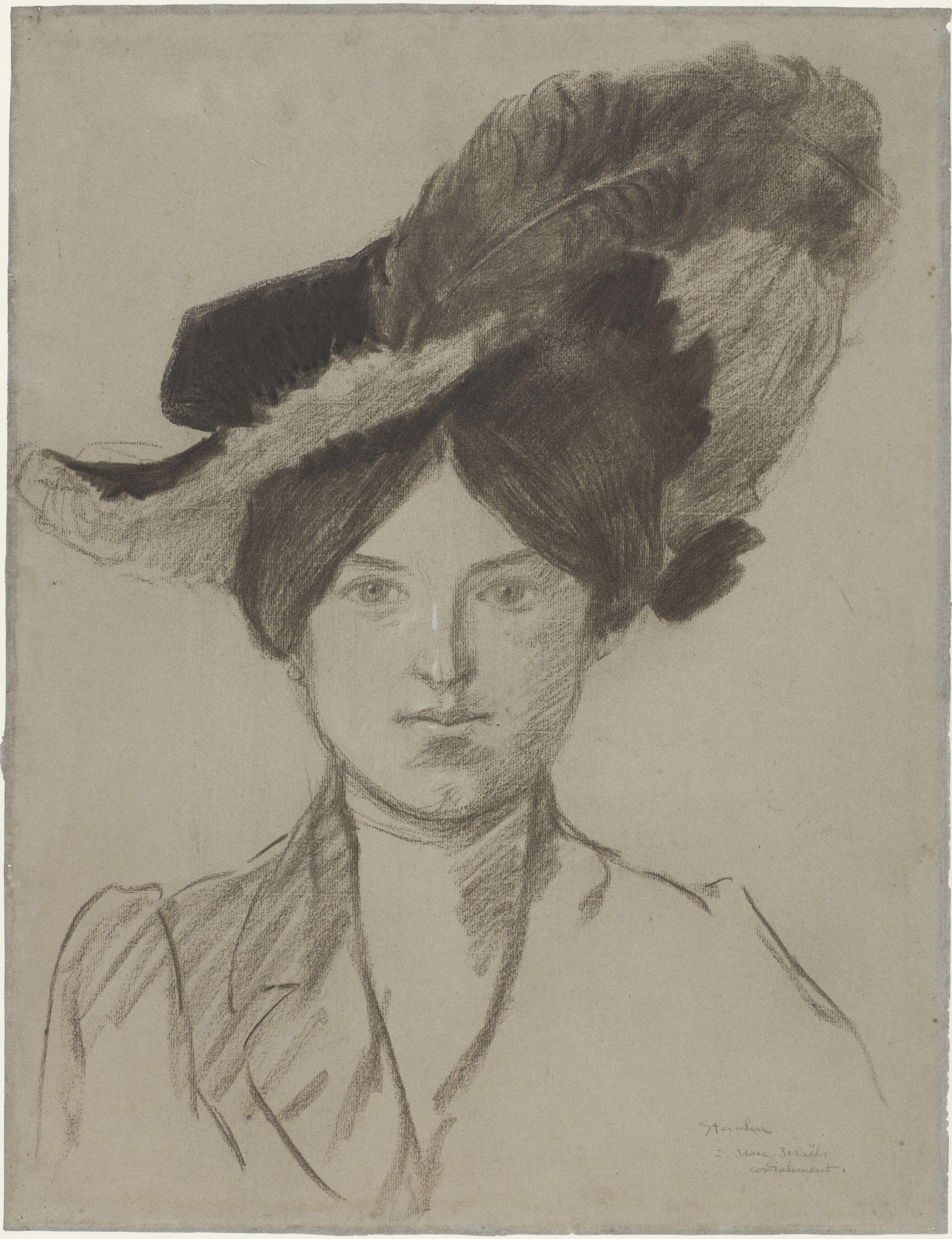
Портрет дамы в широкой шляпе с перьями. Между 1869 и 1923. Серая бумага, уголь, мел
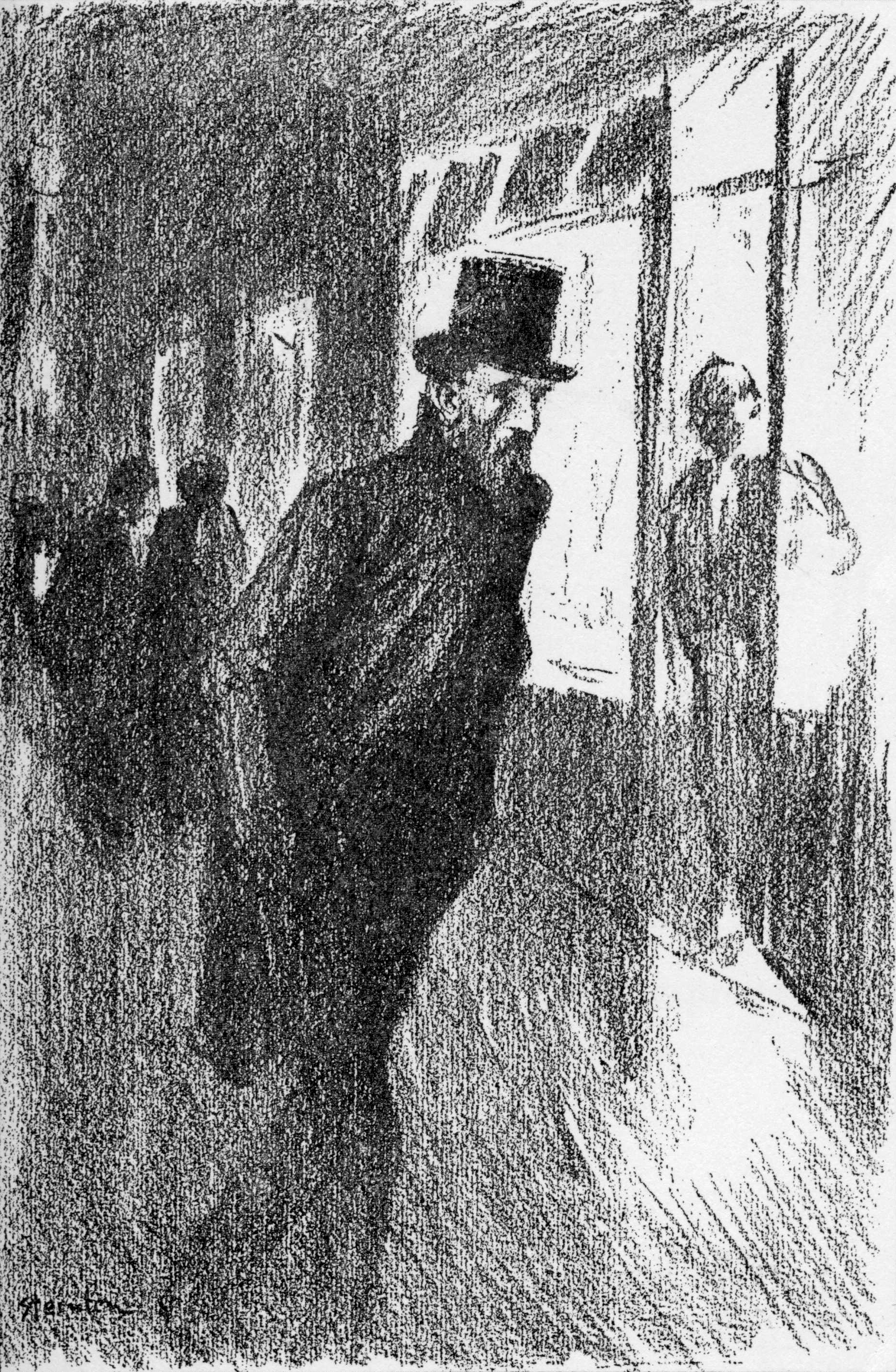
«Монологи бедняка». Иллюстрация. Литография
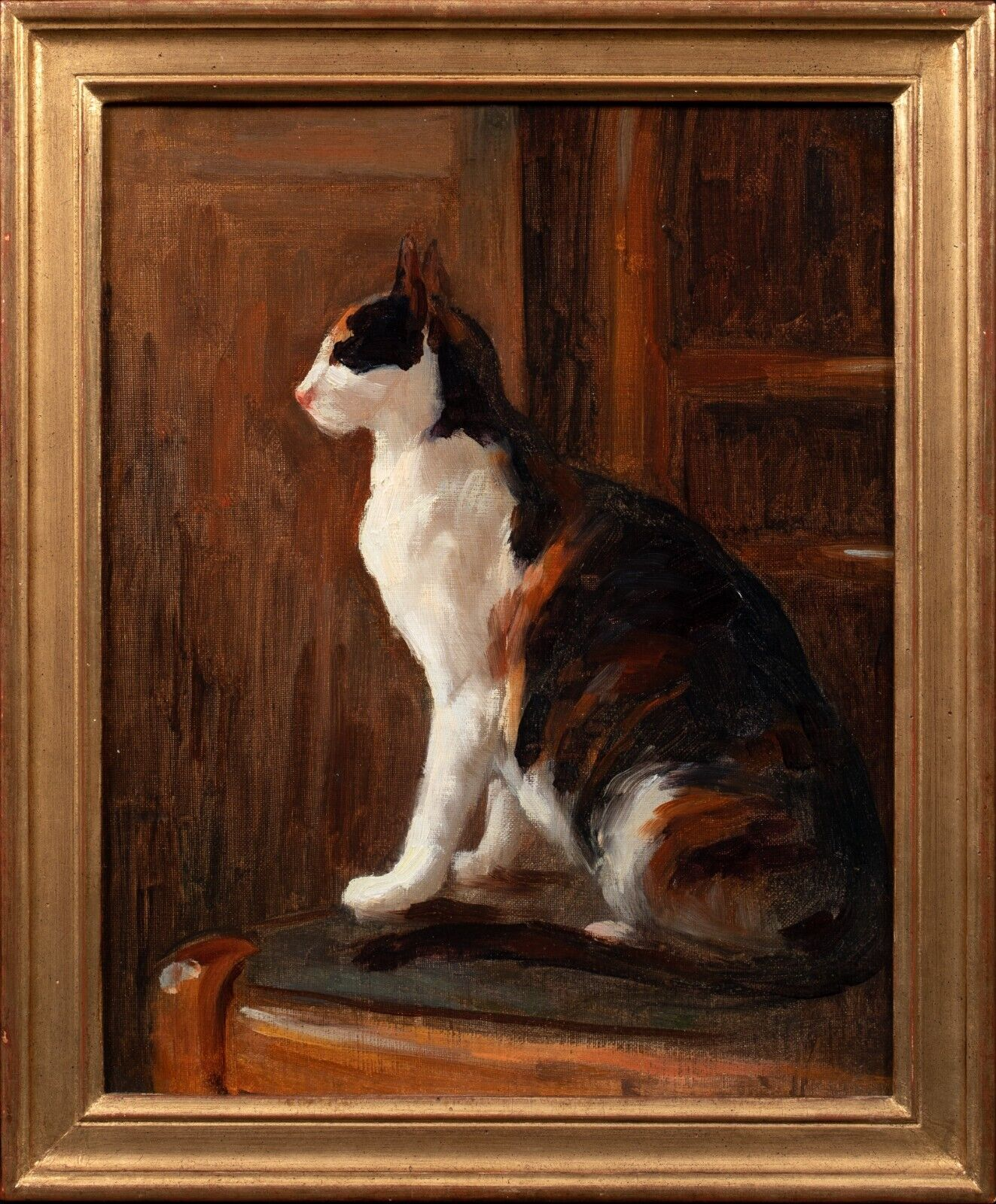
Пятнистая кошка. Картон, масло
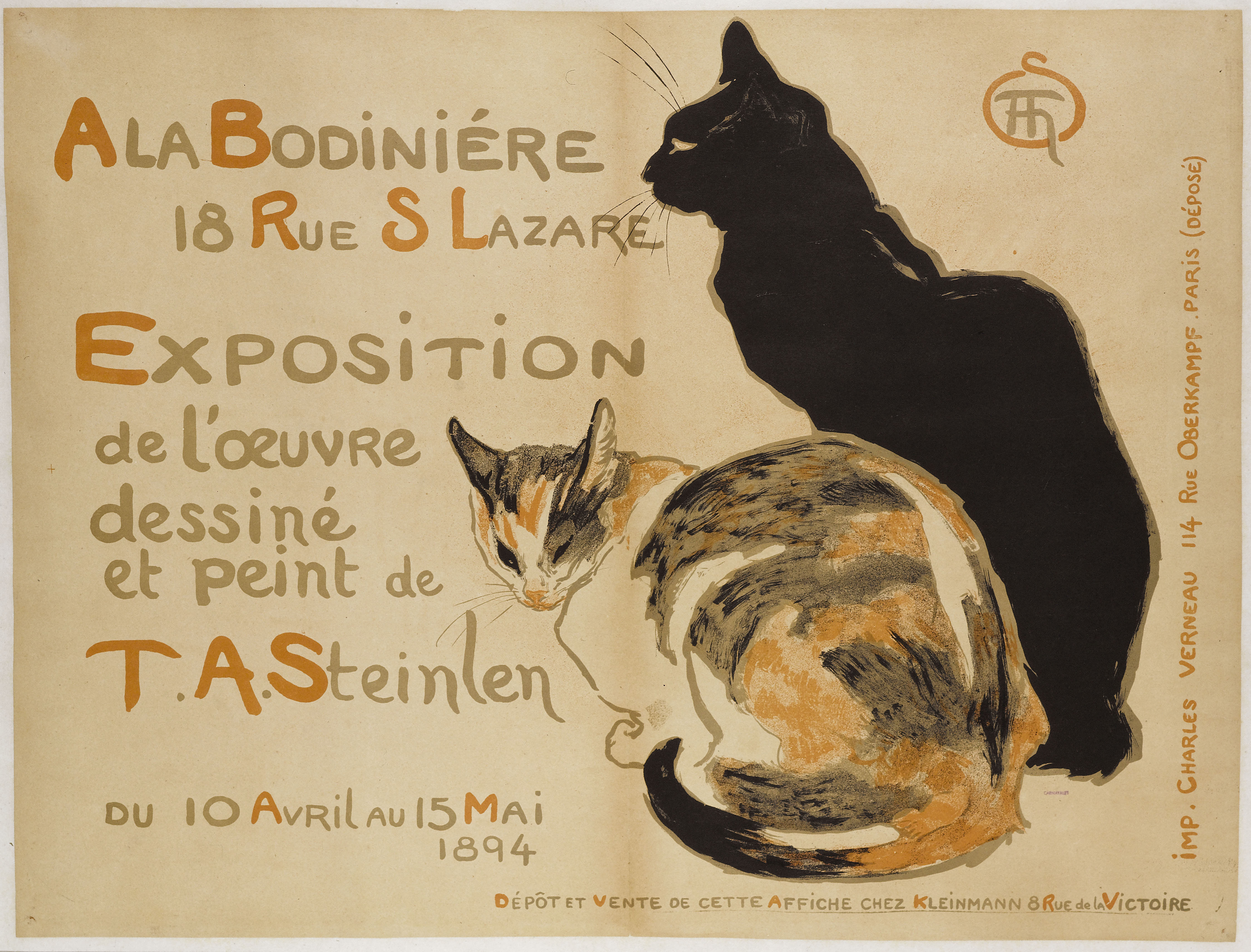
Плакат выставки Т. А. Стейнлена в «Ла-Бодиньер» (апрель-май 1894). Хромолитография
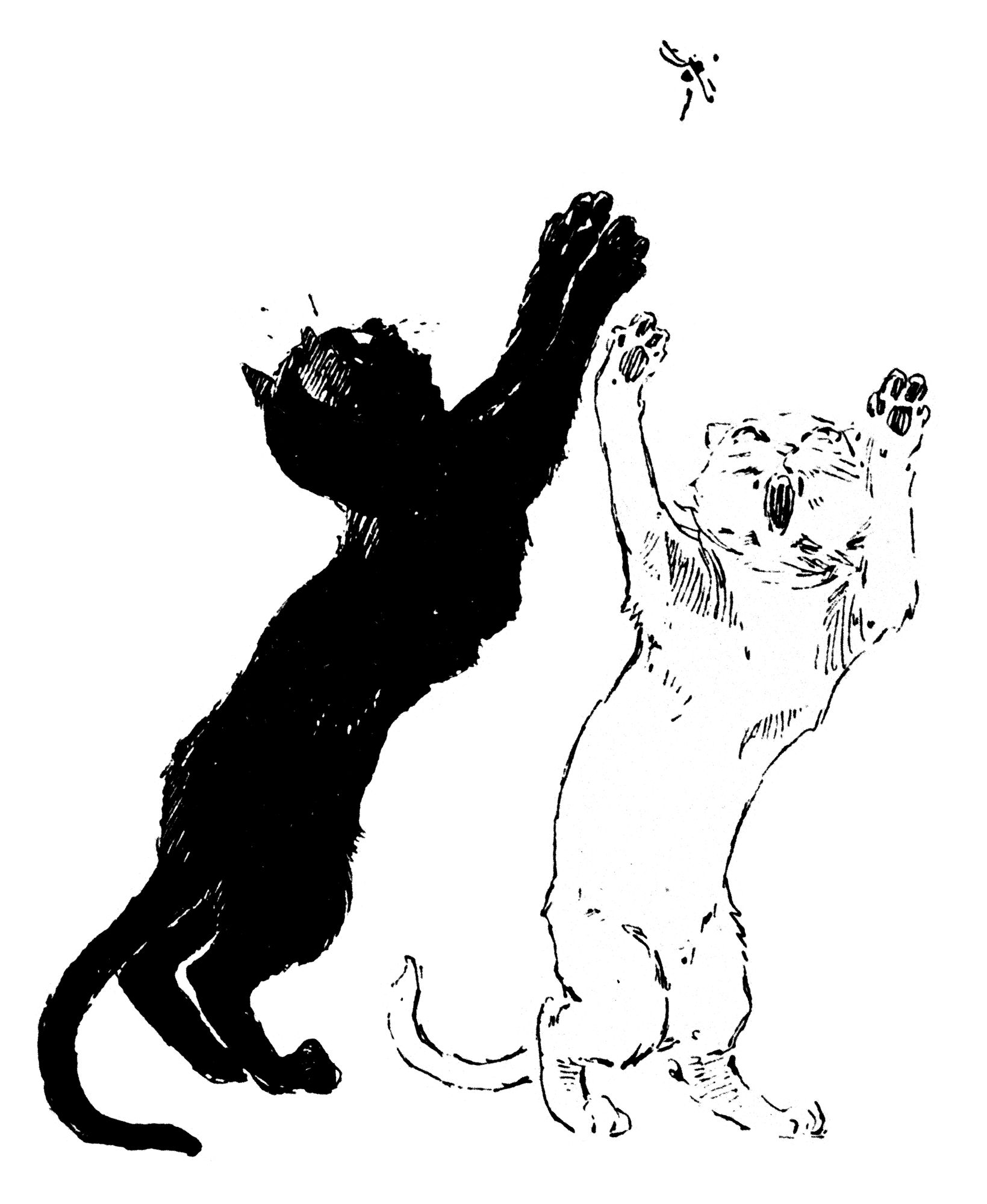
Картинка без слов. Ок. 1898
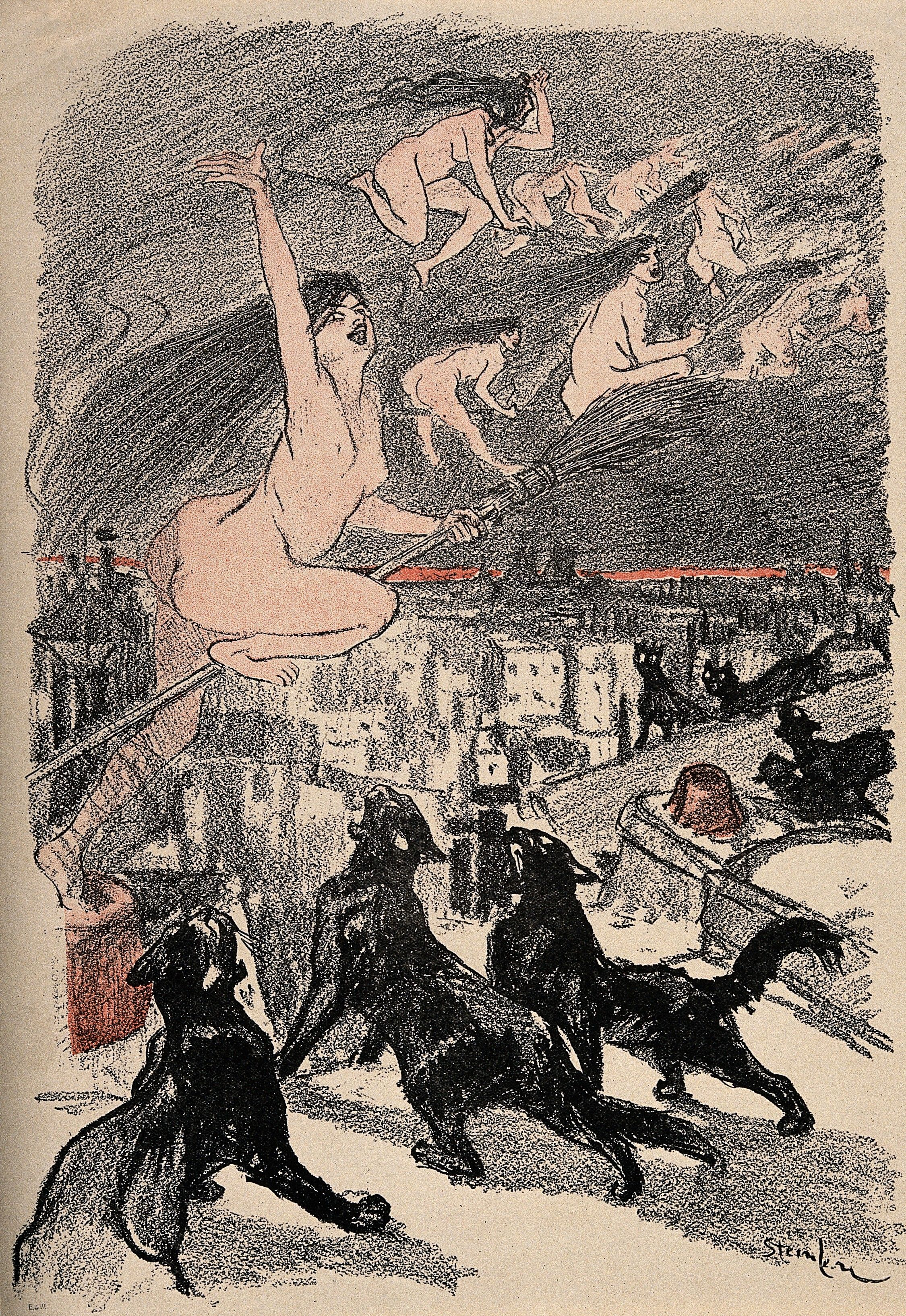
Большие черные кошки воют, когда голые ведьмы поднимаются в ночь. Литография
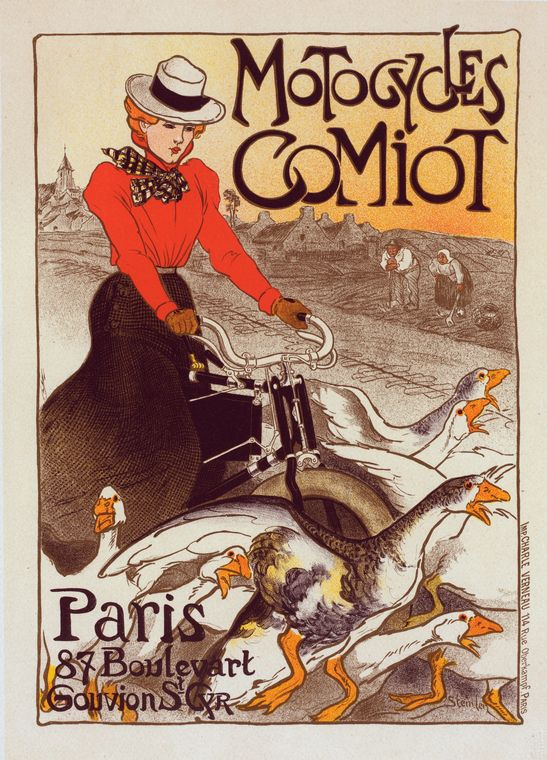
Мотоциклы Комио. Афиша. 1899. Хромолитография
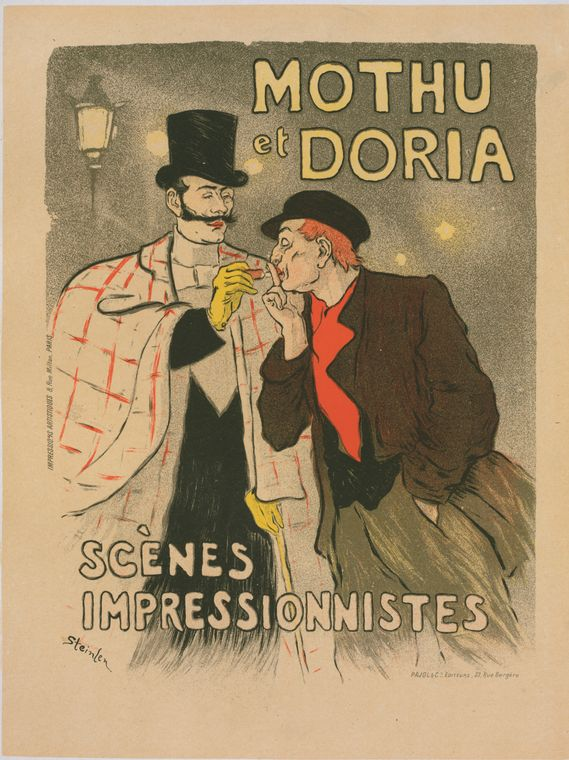
«Моту и Дориа». Афиша. 1896—1900. Хромолитография
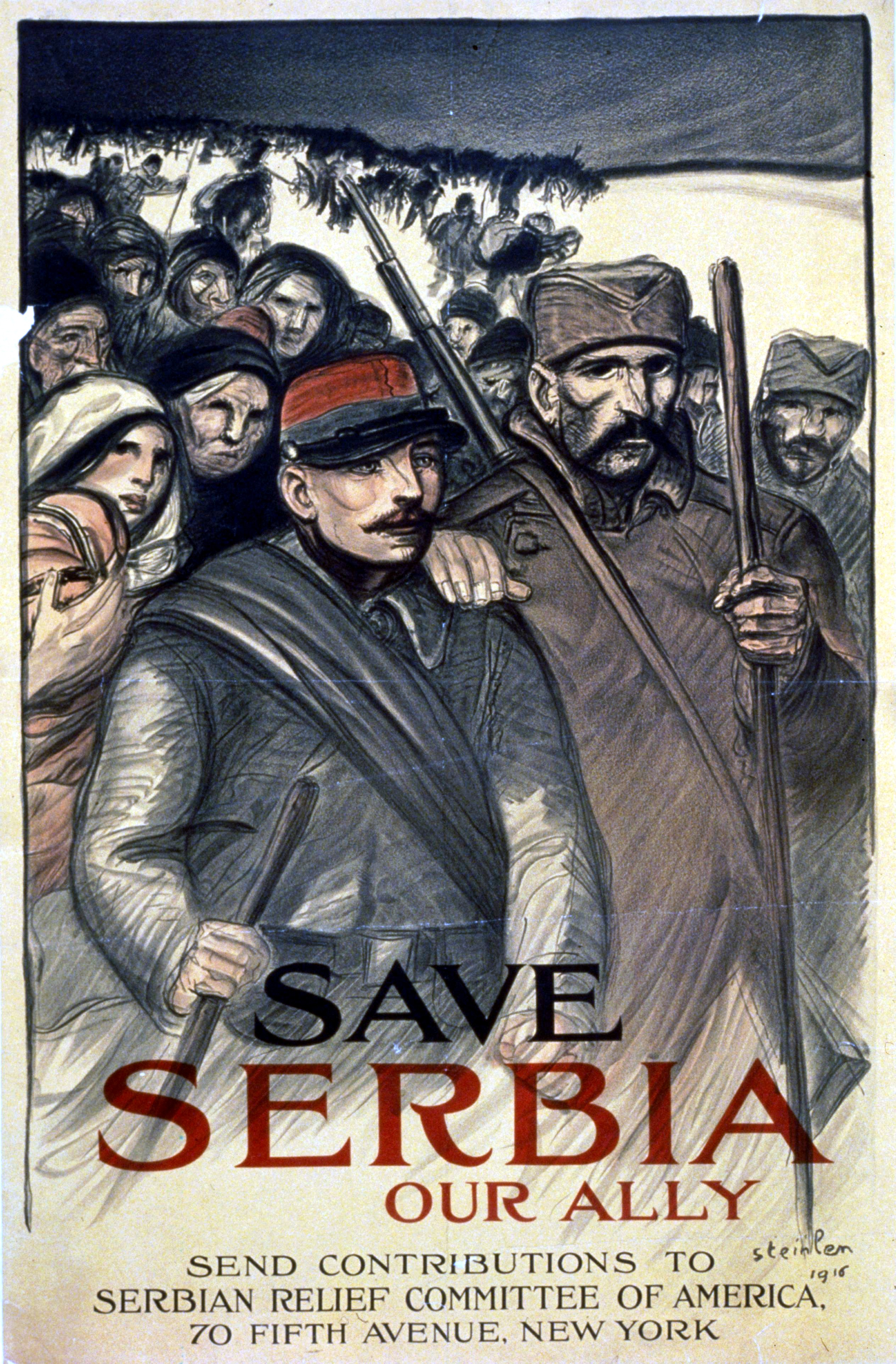
Спасите Сербию. Плакат. 1915
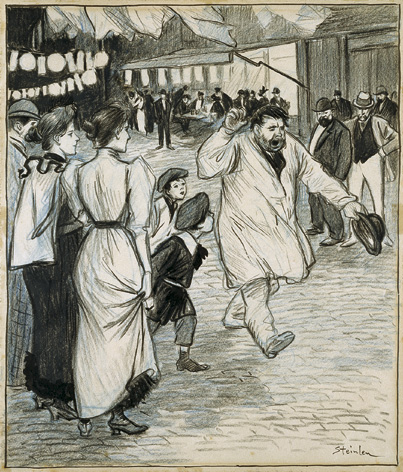
Избиратель. Иллюстрация для «Gil Blas». 1894
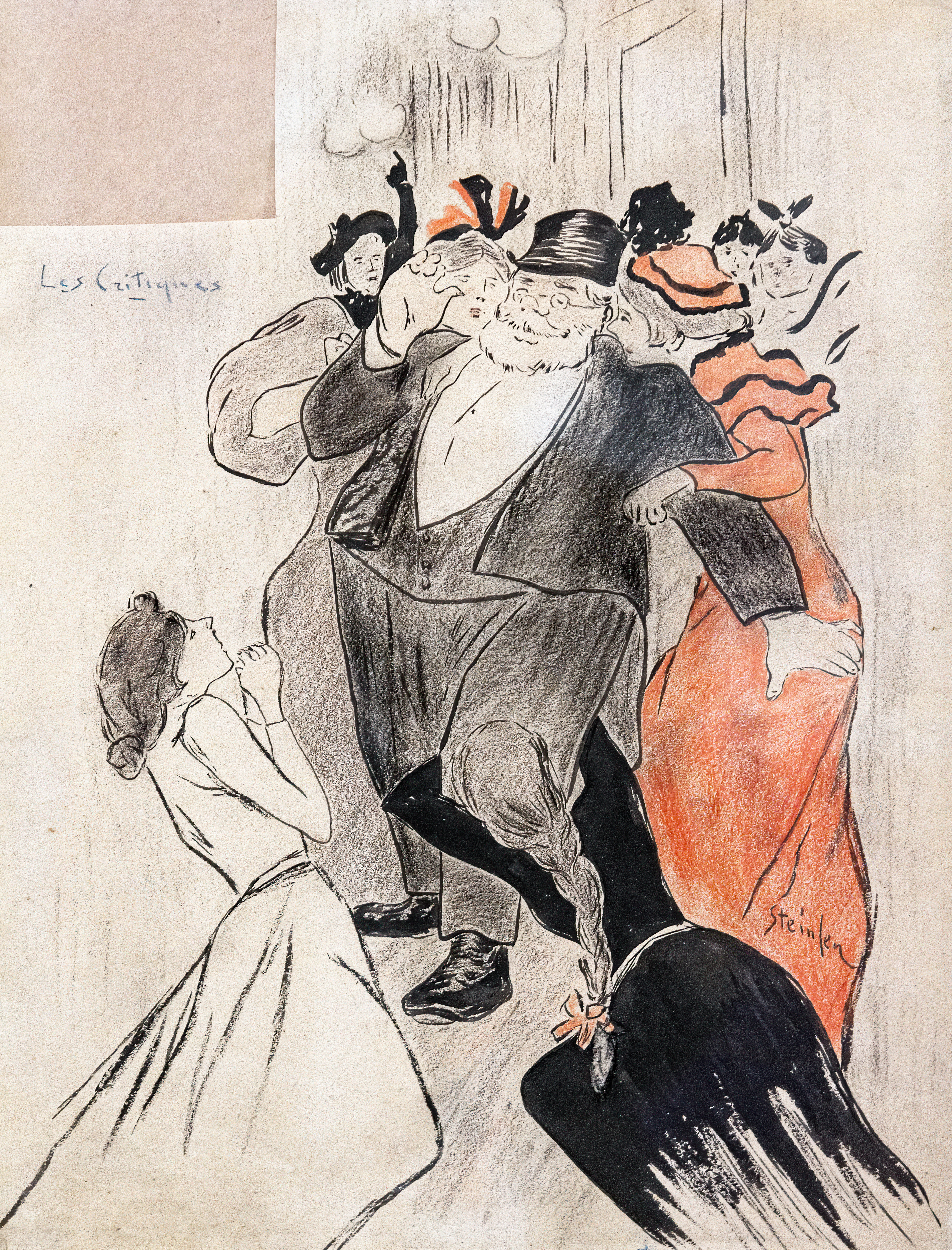
Театральный критик (Франциск Сарсей)